# Internationale Filmfestspiele von Cannes 1985
Die 38. Internationalen Filmfestspiele von Cannes 1985 fanden vom 8. Mai bis zum 20. Mai 1985 statt.

## Wettbewerb
Im Wettbewerb des diesjährigen Festivals wurden folgende Filme gezeigt:
| Filmtitel                            | Regisseur         | Produktionsland                                           | Darsteller (Auswahl)                                             |
| Adieu Bonaparte                      | Youssef Chahine   | Ägypten, Frankreich                                       | Michel Piccoli, Patrice Chéreau                                  |
| Birdy                                | Alan Parker       | USA                                                       | Matthew Modine, Nicolas Cage                                     |
| Bliss                                | Ray Lawrence      | Australien                                                | Barry Otto                                                       |
| Coca-Cola Kid                        | Dušan Makavejev   | Australien                                                | Eric Roberts, Greta Scacchi                                      |
| Derborence                           | Francis Reusser   | Schweiz, Frankreich                                       | Isabel Otero                                                     |
| Detektive                            | Jean-Luc Godard   | Frankreich, Schweiz                                       | Jean-Pierre Léaud, Nathalie Baye, Claude Brasseur                |
| Hühnchen in Essig                    | Claude Chabrol    | Frankreich                                                | Jean Poiret, Stéphane Audran, Michel Bouquet                     |
| Insignificance – Die verflixte Nacht | Nicolas Roeg      | Großbritannien                                            | Theresa Russell, Tony Curtis                                     |
| Kuß der Spinnenfrau                  | Héctor Babenco    | Brasilien, USA                                            | William Hurt, Raúl Juliá, Sônia Braga                            |
| Lebewohl, Arche                      | Shūji Terayama †  | Japan                                                     |                                                                  |
| Eine Liebe in Montreal               | Ted Kotcheff      | Kanada                                                    | James Woods, Gabrielle Lazure, Alan Arkin                        |
| Die Maske                            | Peter Bogdanovich | USA                                                       | Cher, Sam Elliott, Eric Stoltz                                   |
| Mishima – Ein Leben in vier Kapiteln | Paul Schrader     | USA                                                       | Ken Ogata                                                        |
| Oberst Redl                          | István Szabó      | Ungarn, Österreich, Deutschland                           | Klaus Maria Brandauer, Hans Christian Blech, Armin Mueller-Stahl |
| Die offizielle Geschichte            | Luis Puenzo       | Argentinien                                               | Norma Aleandro                                                   |
| Pale Rider – Der namenlose Reiter    | Clint Eastwood    | USA                                                       | Clint Eastwood, Michael Moriarty, Chris Penn                     |
| Papa ist auf Dienstreise*            | Emir Kusturica    | Jugoslawien                                               | Miki Manojlović, Mirjana Karanović                               |
| Rendez-Vous                          | André Téchiné     | Frankreich                                                | Lambert Wilson, Juliette Binoche, Jean-Louis Trintignant         |
| Scemo di guerra                      | Dino Risi         | Italien, Frankreich                                       | Coluche, Beppe Grillo, Bernard Blier                             |
| Die zwei Leben des Mattia Pascal     | Mario Monicelli   | Italien, Frankreich, Deutschland, Spanien, Großbritannien | Marcello Mastroianni, Senta Berger, Laura Morante                |

* = Goldene Palme

## Internationale Jury
In diesem Jahr war Miloš Forman der Jurypräsident. Er stand folgender Jury vor: Néstor Almendros, Jorge Amado, Mauro Bolognini, Claude Imbert, Sarah Miles, Michel Pérez, Moses Rothman, Francis Veber und Edwin Zbonek.

## Preisträger

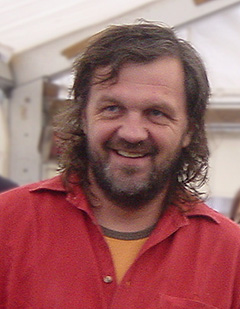
Emir Kusturica, Regisseur v. Papa ist auf Dienstreise

- Goldene Palme: Papa ist auf Dienstreise
- Großer Preis der Jury: Birdy
- Sonderpreis der Jury: Oberst Redl
- Bester Schauspieler: William Hurt in Der Kuss der Spinnenfrau
- Beste Schauspielerin: Norma Aleandro in Die offizielle Geschichte und Cher in Die Maske
- Bester Regisseur: André Téchiné für Rendez-vous
- Bester künstlerische Leistung: Mishima – Ein Leben in vier Kapiteln – John Bailey (Kamera), Eiko Ishioka (Szenen- und Kostümbild), Philip Glass (Musik).
- Technikpreis: Insignificance – Die verflixte Nacht

## Weitere Preise
- FIPRESCI-Preis: Papa ist auf Dienstreise und The Purple Rose of Cairo von Woody Allen (außer Konkurrenz)
- Preis der Ökumenischen Jury: Die offizielle Geschichte